# Saint Patrick (Dominica)
Saint Patrick é uma paróquia de Dominica.
O rio Blanche, um dos principais de Dominica, percorre todo o seu trajeto dentro da paróquia de Saint Patrick. Ele nasce na região montanhosa do interior da ilha e deságua na costa leste, no Oceano Atlântico.

## Principais cidades
- Berakua
- La Plaine (Dominica)